# Pond5
Pond5 est un microstock qui offre des vidéos, images, fichiers audio, projets After Effects et modèles 3D. La plupart de ces actifs dans les médias peut être utilisé via les termes d'une licence libre de droits.

## Historique
Pond5 a été fondé en 2006 sous la forme d'un site proposant un marché en ligne permettant à des créateurs de vidéo de proposer à des tiers d’acquérir les droits d'utilisation de leurs réalisations. L'offre est par la suite étendue à d'autres médias telle que les photographies ou l'audio. L'extension aux images fait en particulier suite à l'acquisition du concurrent Pixmac, dont la base de donnés comporte environ 10 millions de photographie, et permet également au service de s'internationaliser alors qu'il était initialement uniquement disponible aux États-Unis,.